# Abschatz

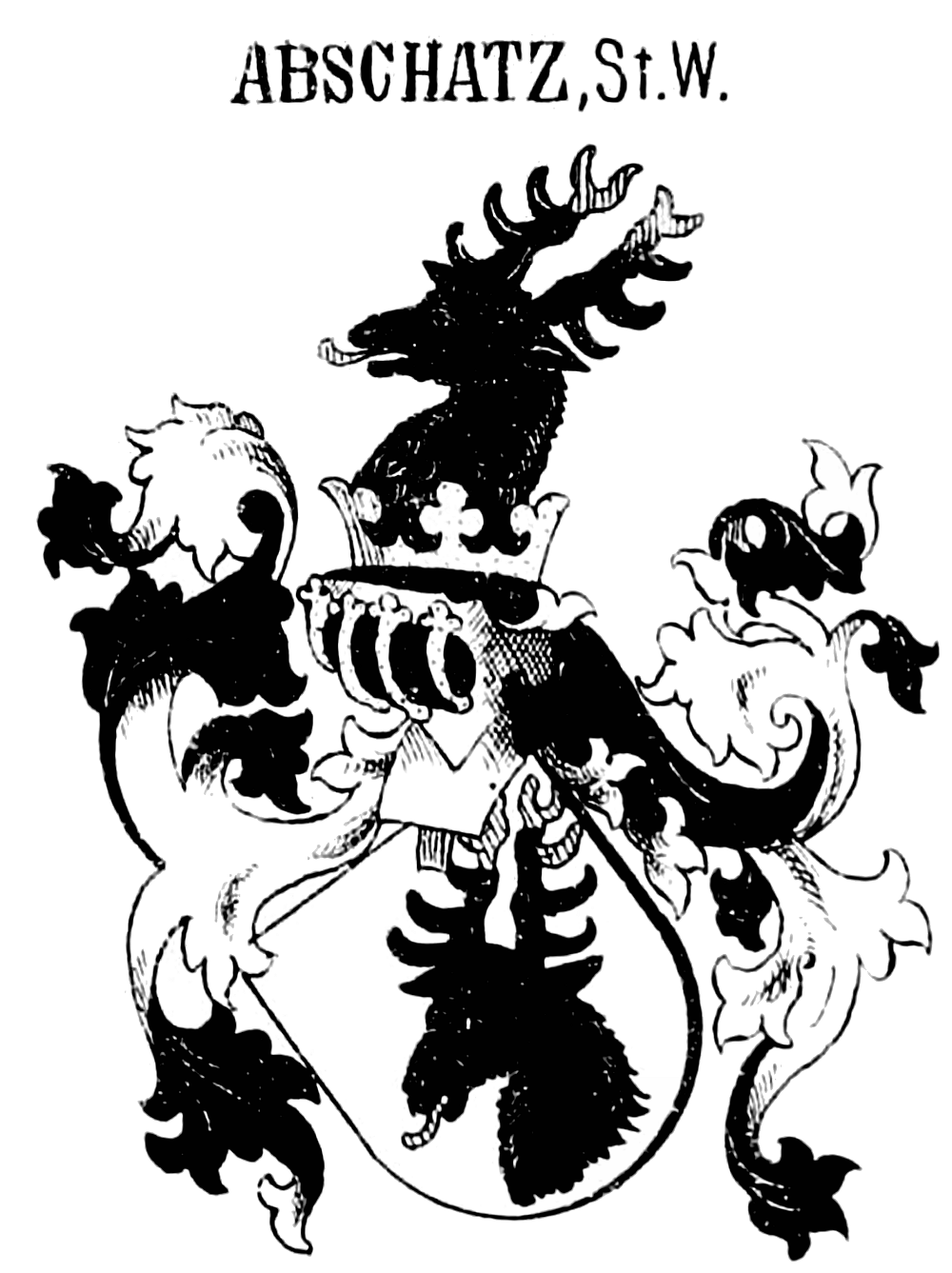
Stammwappen derer von Abschatz in Siebmachers Wappenbüchern

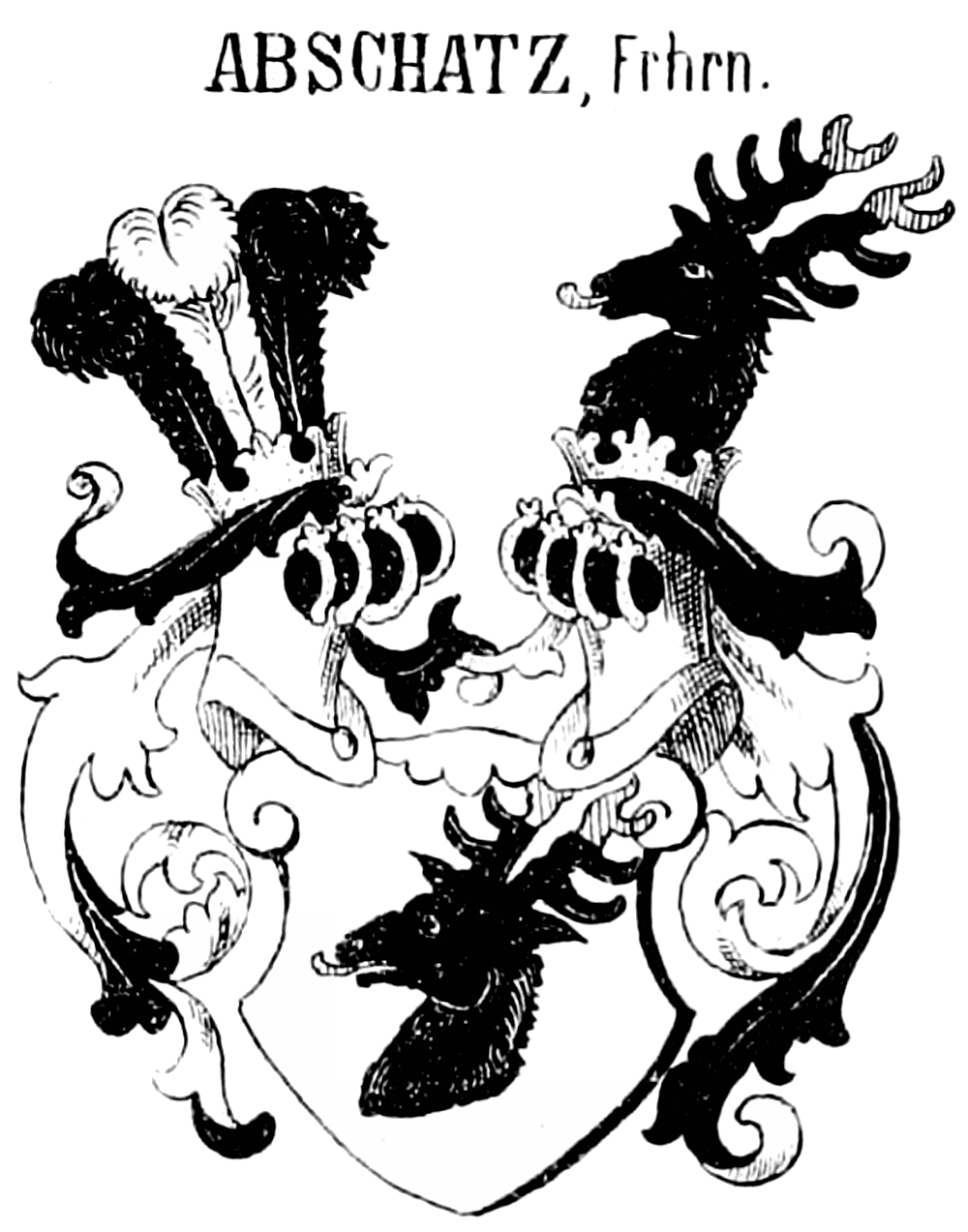
Wappen der Freiherren von Abschatz in Siebmachers Wappenbüchern

Abschatz, auch Abszac, Awstacy, Awstacz oder Awszat ist der Name eines alten, erloschenen, schlesischen Adelsgeschlechts.

## Geschichte

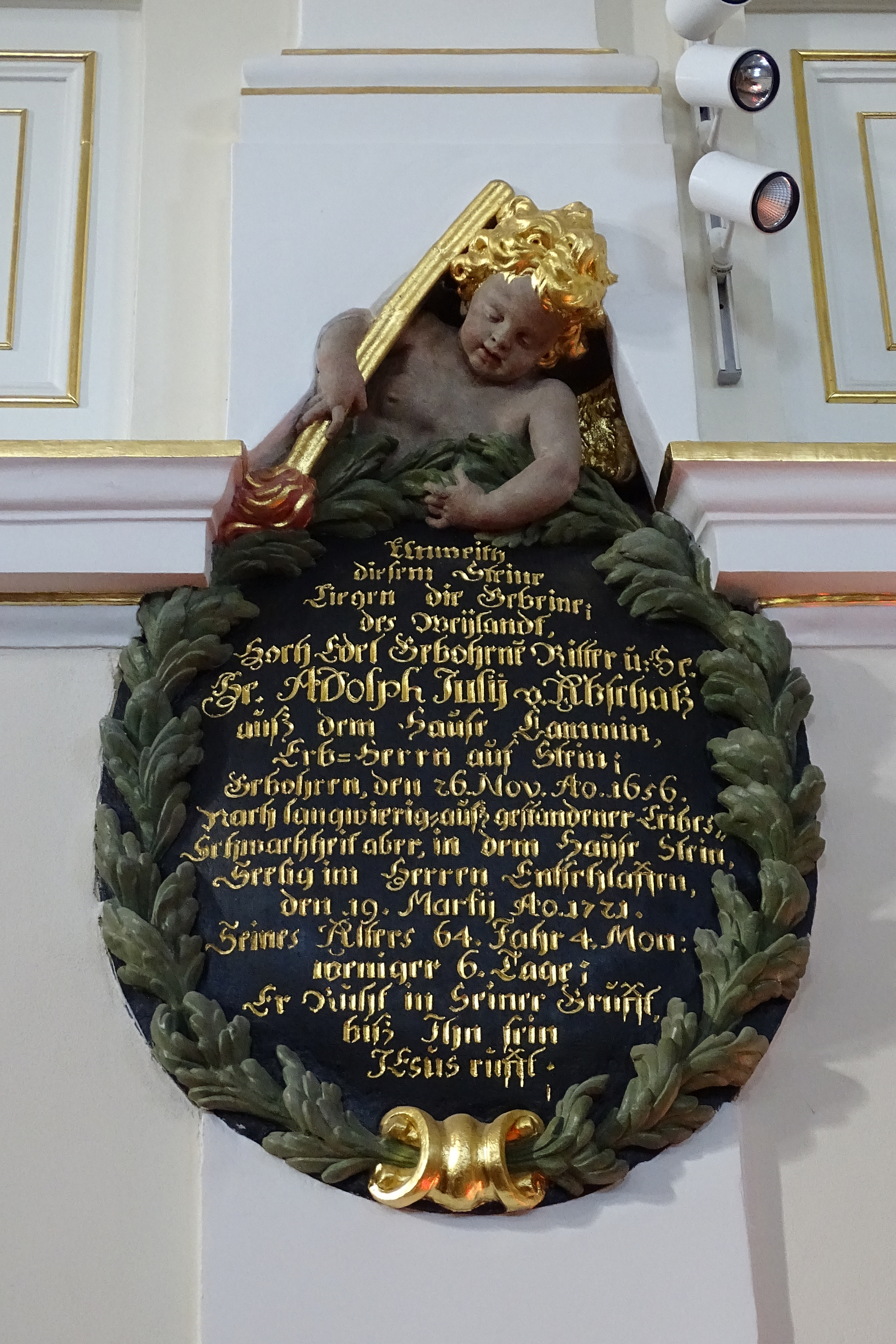
Epitaph für Adolph von Abschatz in der Kirche von Groß-Weigelsdorf

Für das erste urkundliche Auftreten der Abschatz wird sowohl das Jahr 1294 als auch das Jahr 1311 genannt. Seit jeher wird das Geschlecht aber als eines der ältesten unter dem schlesischen Adel tituliert. So soll der Ritter Abszazzo und sein Sohn Diersko urkundlich aufgetreten sein. Albert von Abschatz († 1343), urkundlich genannt 1311 war ein weiterer Sohn des Abszazzo, Zusammen stiften sie die älteren Linien des Geschlechts.
Das Gut Schüttlau gab den Abschatz zeitweise den Beinamen Schüttla oder Schüttel. Noch 1501 hieß der Landeshauptmann des Fürstentums Münsterberg, Hans Abschatz genannt Schüttel, ebenso einer seiner Söhne, Caspar Abschatz genannt Schüttel. Besitznachfolger an Schüttlau waren die Promnitz. Bekannt ist auch, dass bereits Georg von Abschatz († nach 1449), Herr auf Kaltwasser, Köchendorf und Komtur zu Klein Oels den Beinamen Smacke führte.
Am 26. August 1695 wurden die Brüder Hans Aßmann von Abschatz und Johann Georg von Abschatz von Kaiser Leopold I. in den Freiherrnstand gehoben. Aus dieser gehen die beiden jüngeren, auch freiherrlichen Linien zurück.
Die erste freiherrliche Linie zu Koischkau und Zobel, gestiftet von Freiherr Hans Aßmann von Abschatz (* 1646; † 1699), herzoglich Holstein-Plönscher Rat und Landesbestallter des Fürstentums Liegnitz, fand mit dessen Enkel († 1722) ihren Ausgang. Die von seinem Bruder, Freiherr Johann Georg von Abschatz gestiftete Linie zu Schmellwitz und Onerkwitz, heute Schulzenämter der Landgemeinde Kostenblut ist um 1830 im Mannesstamm erloschen, und mit ihr das Gesamtgeschlecht. Maria Anna von Gamm (* 1783; † 1848), letzte verwitweten Freifrau von Abschatz, trug 1811 ihrem dritten Gatten, Leopold Sylvius von Aulock (* 1770; † 1823), königlich preußischer Kapitän im Regiment von Moellendorf (Nr. 25) das Gut Brunzelwaldau zu.

## Historischer Güterbesitz
Der Güterbesitz beschränkte sich fast ausschließlich auf Niederschlesien.

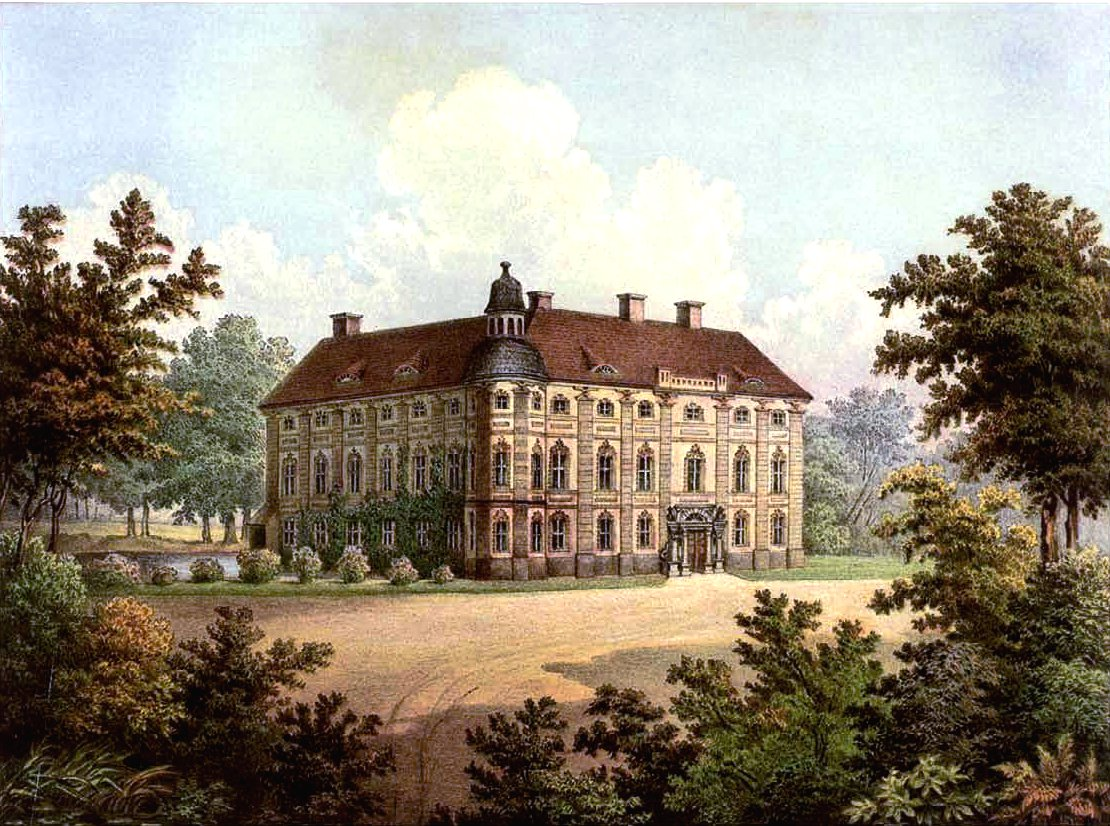
Schloss Brunzelwaldau um 1860, Sammlung Alexander Duncker

- Bärsdorf (1679), Göllschau (1653–1723) und Petschkendorf (1679–1722) im Kreis Goldberg-Hainau
- Brunzelwaldau (1830) und Seifersdorf (1793–1830) im Kreis Freistadt
- Dalkau (1616) im Kreis Glogau
- Gasterwitz (1679) und Wirrwitz (1679) im Kreis Breslau
- Illnisch (1720), Onerkwitz (1723), Romolkwitz (1723) und Schmellwitz (1700–1730) im Kreis Neumarkt
- Kaudewitz (1694), Kniegnitz (1595), Koischkau (1614–1723), Kummernick (1455–1645), Poselwitz (1614–1650), Rüstern (1424), Strachwitz (1559–1595), Wahlstatt (1575–1578) und Zobel (1650–1679) im Kreis Liegnitz
- Kamin (1581–1720) im Kreis Wohlau
- Kuhnern (1590) und Lederrose (1679–1722) im Kreis Striegau
- Malitsch (1676) im Kreis Jauer
- Maltschave (1645–1652), Paulwitz (1591), Totschen (1616) und Zauche (1700) im Kreis Trebnitz
- Rosterdorf (1623) im Kreis Steinau
- Schüttlau (1501–1520) und Zapplau (1561) im Kreis Guhrau
- Steine (1721) im Kreis Oels

Weiterhin gehörte Niederhannsdorf und Wernersdorf (Werderhof) im Glatzer Land zum Gutsbesitz der Familie.

## Wappen
Das Stammwappen zeigt in Silber einen natürlichen (schwarzen), rechtsblickenden Elchkopf mit roten Geweihspitzen. Auf dem gekrönten Helm mit schwarz-silbernen Decken der Elchkopf. Mit dem Freiherrnstand (1695) kam der rechte Helm hinzu, welcher als Kleinod drei Straußenfedern (schwarz, silbern, schwarz) trägt.
Ergänzend hierzu wurde das Geweih gelegentlich auch in Rot tingiert. Die Wappenabbildungen zeigen alle entgegen der Blasonierung einen Hirsch mit Geweih statt eines Elchs (bzw. Elens)!

Wappenabbildung der Kreidelwitz, welches häufig den Abschatz zugeschrieben wurde.
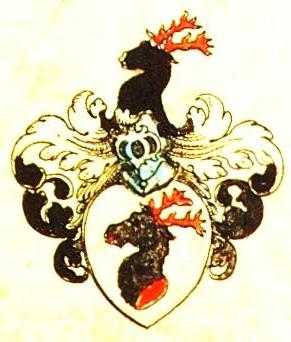
Wappenabbildung bei Siebmacher (1605)
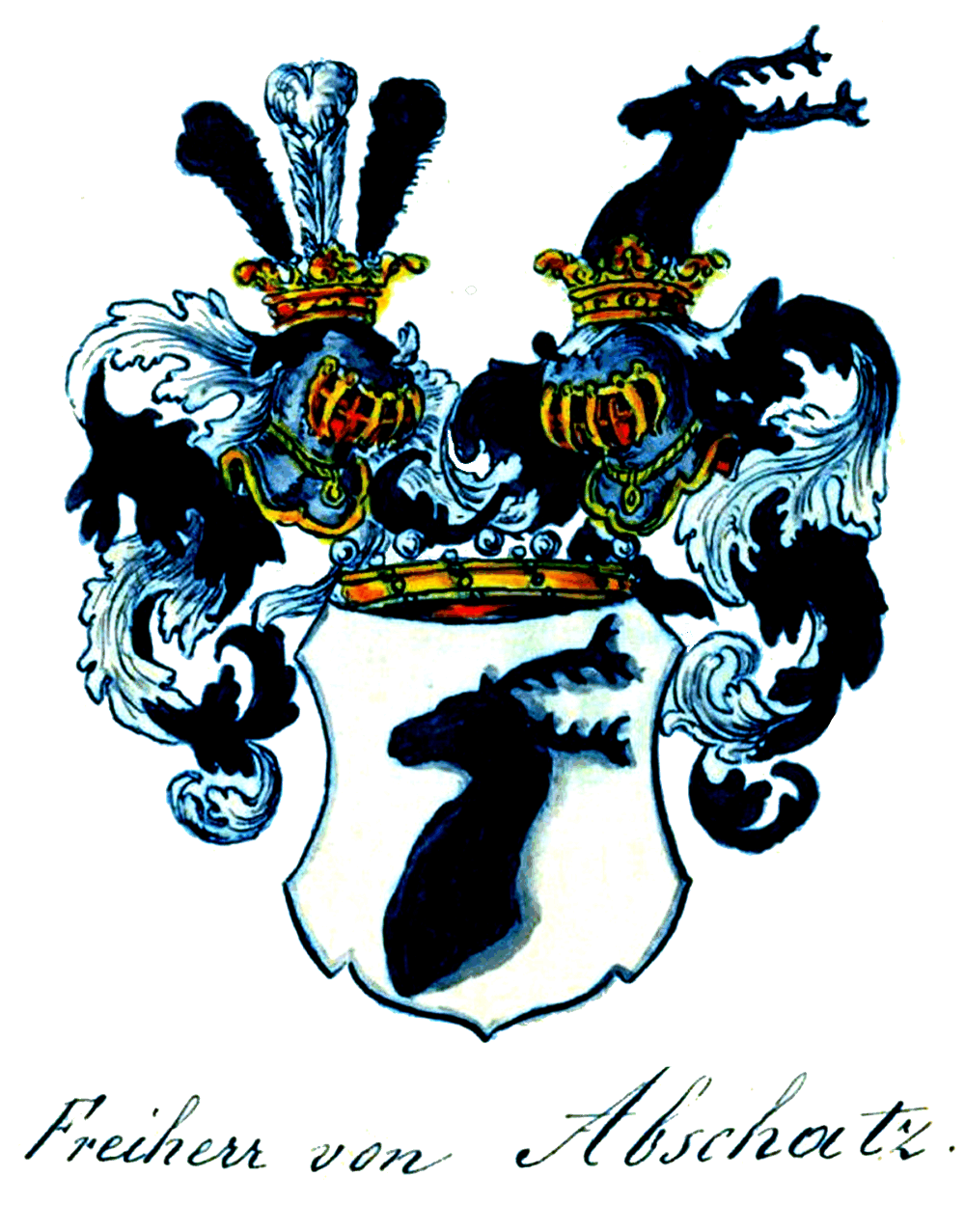
Wappen der Freiherren von Abschatz
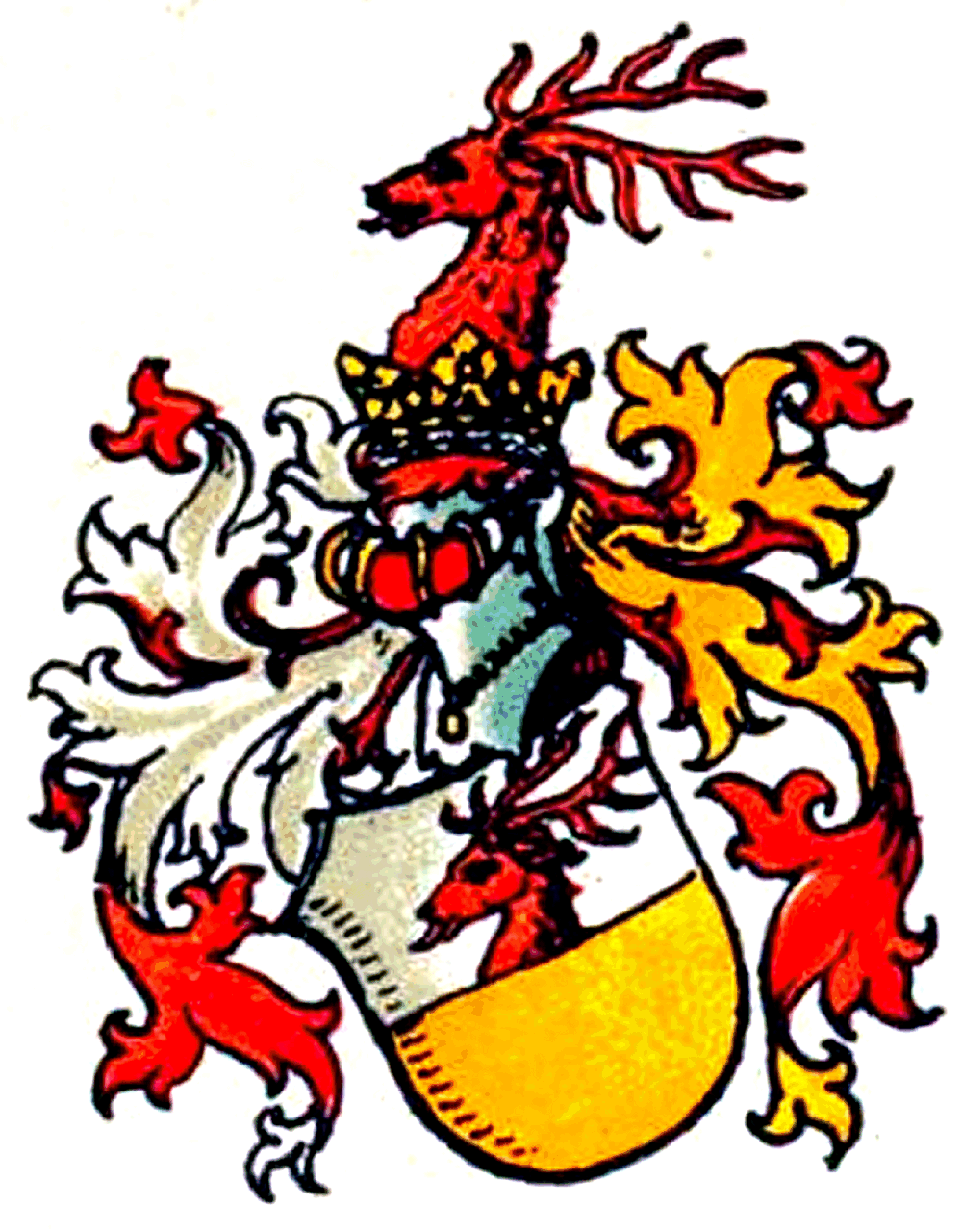
Wappenabbildung mit geteiltem Schild, wohl von Oskar Roicks

In Anlehnung oder Verwechslung an die wappenverwandte Familie v. Kreidelwitz wurde den Abschatz auch häufiger deren Wappen zugeordnet: In Rot einen natürlichen, rechtsblickenden Elchkopf. Auf dem gekrönten Helm mit rot-schwarzen Decken der Elchkopf.
Vermutlich Oskar Roick gibt eine weitere Variante: Ein geteilter Schild, unten Gold und ledig, oben in Silber ein rechtsblickender roter Hirschrumpf mit ausgeschlagener roter Zunge wachsend. Auf dem gekrönten Helm mit rechts rot-silbernen und links rot-goldenen Decken, der Hirschrumpf.

## Angehörige
- Freiherr Hans Aßmann von Abschatz (1646–1699), deutscher Lyriker und Übersetzer des Barocks, bedeutender Vertreter der Zweiten Schlesischen Schule